# کستوربا گاندی
کستوربا گاندی (به هندی: कस्तूरबा गांधी)

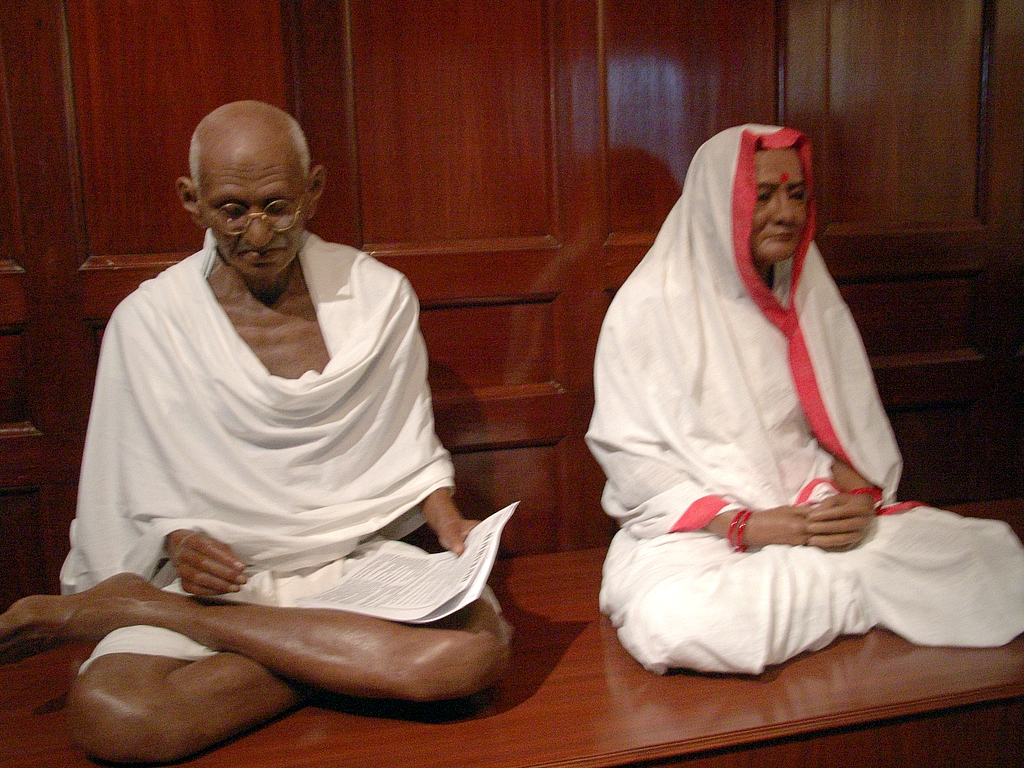
ماهاتما گاندی و کستوربا گاندی در موزه چندرسانه‌ای ابری گاندی، دهلی نو.

(زادهٔ ۱۱ آوریل ۱۸۶۹ – درگذشتهٔ ۲۲ فوریهٔ ۱۹۴۴) که به «ما» به‌معنی مادر نزد هندی‌ها معروف است، همسر ماهاتما گاندی، رهبر آزادی‌خواه هندوستان بود.
او در کنار همسرش یک فعال سیاسی در صحنه جنبش استقلال طلبانه هندوستان علیه استعمار انگلستان بود.

## زندگی
از زندگی اولیه او اطلاعات کمی در دست است. در ماه مه سال ۱۸۸۳، کستوربا ۱۴ ساله با توجه به آداب و رسوم منطقه با ماهاتما گاندی ۱۳ ساله ازدواج کرد.
همسرش وقتی داشت در مورد مراسم ازدواج با او صحبت می‌کرد گفت: «ما در مورد ازدواج چیزی نمی‌دانستیم، ازدواج برای ما فقط لباس پوشیدن، خوردن شیرینی و بازی کردن با بستگان بود.» بر اساس سنت‌های هندوستان، عروس نوجوان، پس از ازدواج می‌بایست در خانه والدین خود و دور از شوهرش باشد. سال‌ها بعد ماهاتما نوشت: «حتی در مدرسه من به او فکر می‌کردم.»
در سال ۱۸۸۸هنگامی که شوهرش برای تحصیل به لندن رفت، او در هند باقی ماند و نوزاد پسرش هاریلال را به دنیا آورد. او سه فرزند دیگر داشت: مانیلال، ردماس و دوداس. کستوربا پسر دیگری نیز داشت که خیلی زود فوت کرد.

## فعالیت‌ها

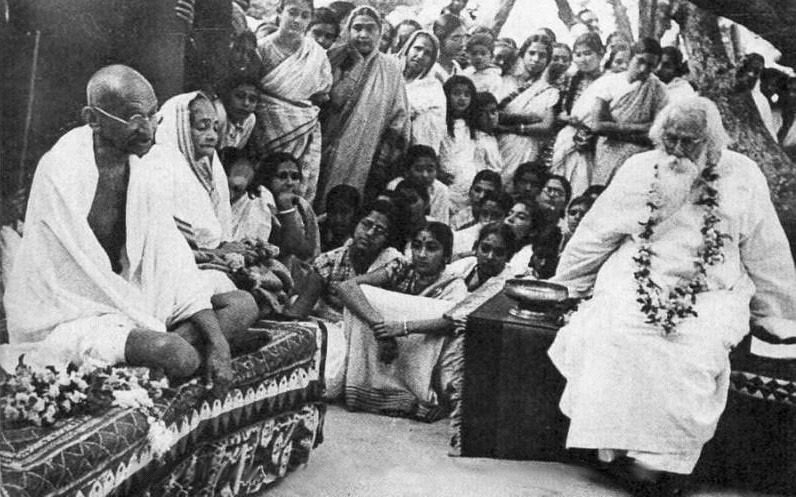
رابیندرانات تاگور، ماهاتما گاندی و کستوربا گاندی در سال ۱۹۴۰

کستوربا گاندی در سال ۱۹۰۴ با وارد شدن به موضوعات آفریقای جنوبی وارد صحنه سیاسی شد. در سال ۱۹۱۳ علیه برخوردهای خشونت‌آمیز آفریقای جنوبی علیه مهاجران هندی دست به اعتراض زد و دستگیر شد. کستوربا و گاندی سپس آفریقای جنوبی را ترک کردند و به هندوستان بازگشتند. بر خلاف بیماری برونشیت کستوربا در فعالیت‌های مدنی که توسط گاندی سازماندهی می‌شد شرکت می‌کرد و در زمانی که همسرش گاندی به زندان می‌افتاد فعالیت‌های او را پیگیری می‌کرد.

## زندان و درگذشت

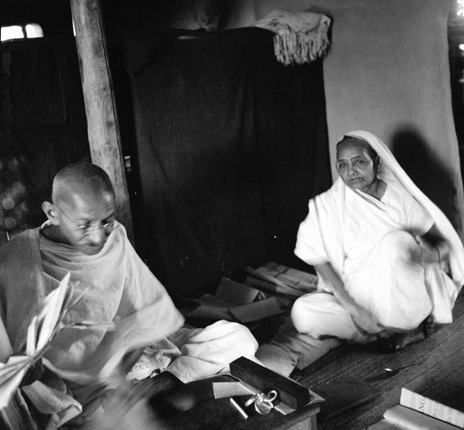
کستوربا گاندی در سال 1930

در سال ۱۹۳۹، پس از آنکه زنان شهر راجکوت از کستوربا خواستند که از آن‌ها حمایت کند او در اعتراضات غیرخشونت‌آمیز علیه حکومت بریتانیا شرکت کرد. کستوربا دستگیر و به مدت یک ماه در سلول انفرادی نگهداری شد. وضعیت جسمی او وخیم تر از پیش شد ولی مبارزه برای استقلال کشورش را همچنان ادامه داد. در سال ۱۹۴۲ مجدداً به همراه گاندی و دیگر رزمندگان آزادی بخاطر شرکت در جنبش هندوستان را ترک کنید دستگیر شد. او در پونا زندانی شد. در زندان سلامتی او وخیم تر شد و در زندان درگذشت.